# La Estanzuela, Tepalcatepec
La Estanzuela är en ort i Mexiko.   Den ligger i kommunen Tepalcatepec och delstaten Michoacán de Ocampo, i den södra delen av landet, 400 km väster om huvudstaden Mexico City. La Estanzuela ligger 457 meter över havet och antalet invånare är 103.
Terrängen runt La Estanzuela är huvudsakligen kuperad, men österut är den platt. Runt La Estanzuela är det ganska glesbefolkat, med 32 invånare per kvadratkilometer. Närmaste större samhälle är Tepalcatepec, 10,7 km öster om La Estanzuela. Omgivningarna runt La Estanzuela är en mosaik av jordbruksmark och naturlig växtlighet.